# Skellig (langoustier)
Le Skellig est un dundee langoustier à voile, à coque de chêne, construit de 2006 à 2010 et mis à flot le 30 août 2011.
Il est basé à Douarnenez et appartient à l'association Un langoustier pour Douarnenez qui en assure la construction au chantier naval associatif de Port-Rhu. Son immatriculation est : D 2011.
Il est labellisé Bateau d'intérêt patrimonial (BIP)  depuis 2013 par l'Association patrimoine maritime et fluvial.

## Histoire
Le langoustier à voûte à voiles, avec le thonier et la chaloupe sardinière pontée, est un élément primordial du patrimoine de la construction navale traditionnelle de l'Iroise.
À l'origine les dundee langoustiers étaient gréés en cotre à tapecul, avec un grand mât assez avancé, une grand-voile à corne parfois surmontée d'une voile de flèche. Ils avaient deux voiles triangulaires à l'avant : un foc amuré au  bout-dehors et une trinquette.

## Gréement
Le Skellig possède 2 mâts à pible;  sur le grand mât il y a une grand-voile à corne surmontée d'une voile de flèche, une trinquette et un foc sur bout-dehors ; sur le mât arrière, une voile de tapecul avec queue de malet.

## Association
C'est en 2000 qu'est créée l'association Un langoustier pour Douarnenez. Son président-fondateur Jean-Pierre Philippe (1942-2008), charpentier de marine, aidé de bénévoles, propose la construction d'une réplique ou plutôt d'une synthèse du langoustier d'Iroise Cap Lizard (1924), représentant de la lignée de tous ceux construits entre 1880 et 1940.
Ce projet s'inscrit aussi dans son intégration aux activités du Port-musée de Douarnenez de façon pédagogique : le chantier naval, ouvert au public, serait une vitrine vivante de la construction des bateaux en bois et de l'architecture navale traditionnelle.
Outre enrichir le patrimoine maritime de Douarnenez, le Skellig organisera des sorties en mer ouvertes à tous.

## Construction

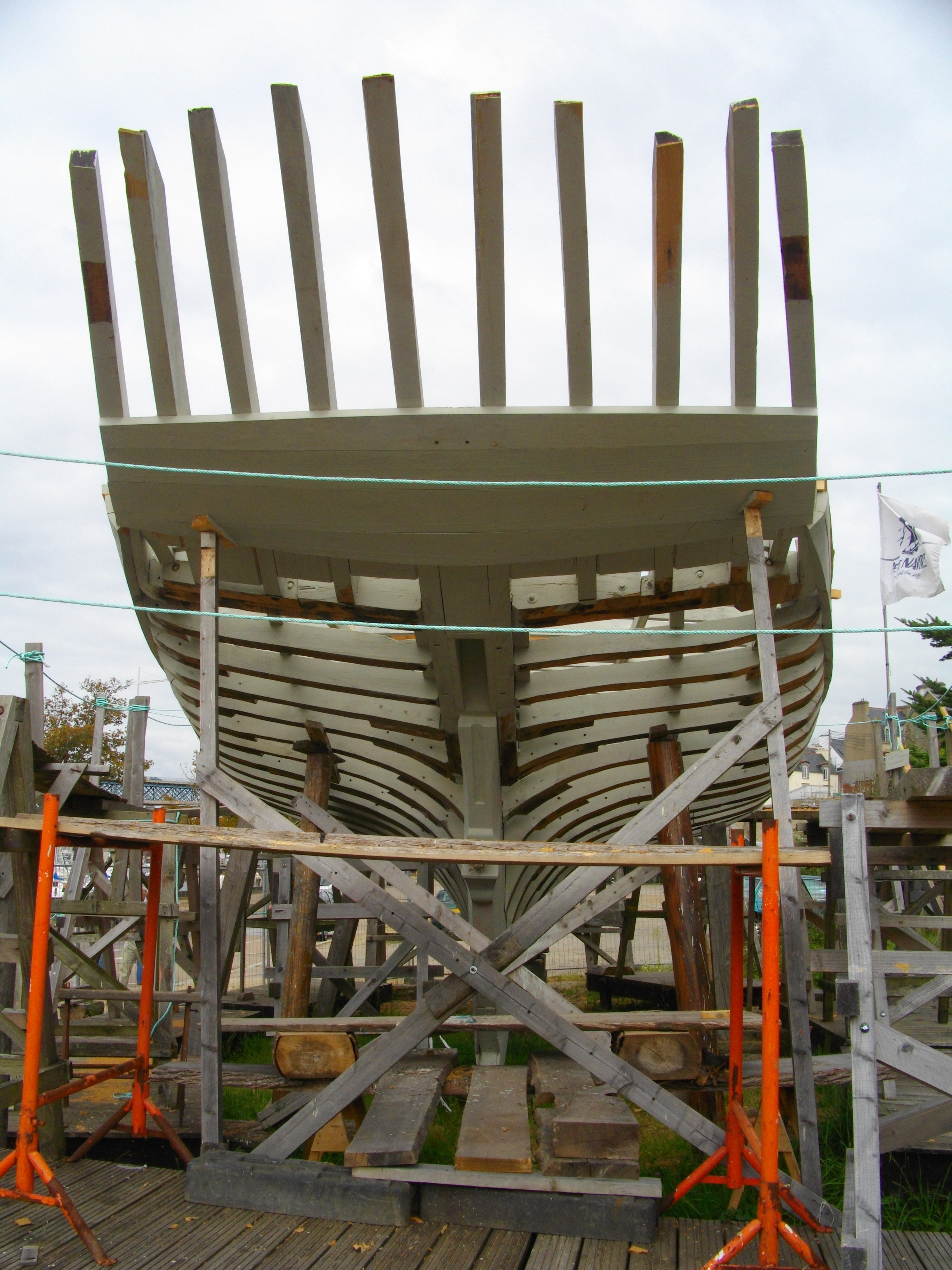
La voûte du Skellig, dit aussi « cul de poule ».

Après de nombreuses recherches (relevés de plans dans les cimetières de bateaux, photographies et vieux documents), les plans du Skellig sont tracés par Jean-Pierre Philippe et une maquette au 30e est construite.
Un local est obtenu par prêt de la municipalité  et les travaux de réhabilitation sont réalisés par les bénévoles. Des machines à bois et de nombreux outils sont récupérés et remis en état.
La Société Paulet-Petit-Navire devint le premier sponsor de cette initiative. Depuis, la municipalité de Douarnenez, le Conseil Général du Finistère et le lycée professionnel Pierre Guéguin de Concarneau sont devenus partenaire de ce projet.
L'épave du Cap Lizard a été mise sur ber au chantier du langoustier pour servir de modèle. Puis elle est détruite en 2006.
La construction du Skellig se met en route pleinement en 2006, après la présentation de la quille  du Skellig lors des Fêtes maritimes de Douarnenez.
Début 2008, le lycée professionnel de Concarneau fait la révision du moteur Perkins qui sera installé sur le sloop langoustier et le perçage de l'étambot est réalisé pour le passage de l'arbre d'hélice.
En juillet 2009, la mise en place du bordé de tableau arrière est réalisée. Le pont et les membrures de coques sont posés et le Skellig est proche de sa finalisation.
Le bateau est mis à l'eau le 30 août 2011, sur la cale du Rosmeur, à Douarnenez.
Il était présent à Brest 2016.